# (8912) Ohshimatake
(8912) Ohshimatake est un astéroïde de la ceinture principale.

## Description
(8912) Ohshimatake est un astéroïde de la ceinture principale. Il fut découvert le 21 décembre 1995 à Ōizumi par Takao Kobayashi. Il présente une orbite caractérisée par un demi-grand axe de 3,13 UA, une excentricité de 0,20 et une inclinaison de 1,9° par rapport à l'écliptique.

## Compléments